# 小田滋
小田滋（日语：小田 滋，1924年10月22日—）日本律師、法學家（專長國際法與海洋法）、東北大學名譽教授，灣生出身，1976年至2003年任國際法院法官，1991-1994年並為副院長，1994年獲選為日本學士院會員，2004-07年為日本國際法協會（International Law Association of Japan）會長。

## 出身背景與臺灣歲月
小田滋於大正13年出生在日本北海道札幌市，外祖父是臺灣現代醫學教育奠基者之一的臺灣總督府醫學校第三任校長堀內次雄（1873-1955，任期1915年-1936年），父親小田俊郎（1892-1989，東京大學醫學博士）為臺北帝國大學醫學部附屬病院首任院長、內科教授、與最後一任醫學部部長（1934年-1947年二二八事件時在臺），兄小田稔為無線電天文學者。
小田滋於小學時隨父親至臺灣，自南門小學校（今臺北市中正區南門國民小學）畢業後，繼續於臺北接受七年教育。1943年畢業於臺北高等學校（國立臺灣師範大學前身），與其兄、中華民國前總統李登輝、作家暨實業家邱永漢、和臺語語言學家王育德等人都是臺北高校同時期的同學。小田滋的童年及青少年時期約10年均於臺灣度過，他也因此稱臺灣為「第二故鄉」。

## 法學生涯與實務經驗
返日後就讀東京帝國大學法學部政治學科（與日後的法政學者彭明敏同時），太平洋戰爭末期受徵召赴海軍服役，並受培植為神風特攻隊一員。戰後有感於日本發動戰爭實緣於對法律（特別是國際法）的無知，乃決心從事國際法研究。
1947年自東大畢業。1953年獲耶魯法學院法學博士學位，任教於東北大學，1962年再以論文獲得該校法學博士學位。
曾為日本首相府、外務省、文部省、聯合國大學等提供諮詢，參與聯合國海洋法會議及聯合國教科文組織海洋學委員會等日本代表團。1967-69年代表西德政府辯護「北海大陸礁層案」。1976年獲選為國際法院法官，其三屆27年之任期迄今仍為該院最長者，1991年並獲選兼任副院長至1994年。
小田滋亦曾於1987至2004年擔任海牙國際法學院的學術委員（Curatorium）。2003年自國際法院退休後，獲頒瑞寶大綬章，並於2005年在日本登錄為律師。

## 故地重遊與見證百年台灣
小田滋曾多次返臺與老友們敘舊。1960年夏，小田俊郎夫妻應臺大醫學院同事與學生之邀首度再訪臺灣一個月，小田滋亦來臺參加送別宴。1968年再訪臺灣時，其東大友人臺大政治系教授彭明敏已因與學生共同起草「台灣自救運動宣言」而被判有期徒刑八年。
中華民國籍旅居美國學者學者丘宏達於1998-2000獲選擔任「國際法學會世界總會」（International Law Association, ILA）會長並任中華民國外交部無任所大使時，成功爭取國際法學會於成立125週年之際的1998年年會於台北市召開，小田滋法官、其他國際法院法官、多位國際海洋法法庭法官及各國學者專家應邀訪台，一起晉見拜會老同學中華民國總統李登輝，並接受李總統、行政院長蕭萬長、外交部長胡志強、和新聞局長程建人等政府首長設宴款待。
小田滋所著《見證百年台灣》翔實而生動地描述了台灣及日本醫學與法界人士橫跨百年時空的互動。他在該書台灣版的作者序最後一段敘及「我不能忘掉十幾年前，也就是一九九〇年代中旬，馬英九博士辭去法務部長後，以政治大學國際法副教授身分，造訪擔任海牙國際司法裁判官的我，並曾經對我高談『新台灣人論』和『台灣人的台灣』的情景，我深信並期望，透過現在成為總統的馬先生的努力，兩千三百萬台灣人民的這個理想將美夢成真。」

## 為臺灣權益與法律地位發聲
小田滋表示，關於台灣的國際地位，早在他於耶魯大學求學期間即與當時一些臺灣同學就此問題進行討論。
小田滋強調：臺灣過去不是中華人民共和國的一部分，現在也不是中華人民共和國的一部分。北京的說法是毫無法律根據的政治幻想。兩者是兩個獨立主權國家。從國際法的任何一個面向看，臺灣在國際法上都是一個完整的主權獨立國家。要說臺灣不是一個國家，那是不可能的。至於臺灣一直無法加入聯合國等國際組織，並不是因為臺灣在國際法上不是獨立國家，這不是法律問題，而是中國向各國施壓的結果，是專制中國在國際上封殺民主台灣的政治問題，無礙於臺灣是個主權獨立國家的事實。之所以出現兩岸互不承認，和聯合國的五大常任理事國概念有關，因常任理事國的席位不能由兩國分享。聯合國當年決定由北京代表「中國」席位，只是解決中國代表權問題，而未提及台灣的地位和前途。而普通會員國，像當年的西德、東德和今天的南韓、北韓都是普通成員，就可各享一個聯合國席位。他表示，兩國論與一邊一國僅解決台灣與中華人民共和國關係，未解決與中華民國關係。他的觀點是「兩中一台」：中國共產黨統治下的中國、在金門與馬祖的中華民國、和臺灣人的臺灣，臺灣人必須自己修改國名與憲法（也就是「正名制憲」）。台灣和對岸的中國毫無隸屬關係，所以根本不存在台灣從中華人民共和國獨立的問題，只存在「台灣人從中華民國、國民黨獨立」的問題。他也曾建議可將臺灣的國際地位提到國際法院進行辯論。
小田滋於2007年2月14日起參與「光華寮案」訴訟辯護，加入臺灣方面的律師團。他也是「台灣國際法學會」的名譽顧問。

## 主要著作
- International Control of Sea Resources, A. W. Sythoff, 1963
- 《海の国際法――国際漁業と大陸棚》, 有斐閣, 1969
- 《海の資源と国際法（1-2）》, 有斐閣, 1971-1972
- 《海洋法研究》, 有斐閣, 1975
- 《国際司法裁判所》, 日本評論社, 1987
- 《海洋法の源流を探る》, 有信堂高文社, 1989
- 《主権独立国家の台湾: 台湾の国際法上の地位 (私の体験的・自伝的台湾論)》（Taiwan as a Sovereign and Independent State : Status of Taiwan under International Law）, 日本學士院紀要 62(1), 2007, 43-68
- 《主權獨立國家的台灣：台灣在國際法的地位》, 台北國際文化基金會
- 《堀内・小田家三代百年の台湾 - 台湾の医事・衛生を軸として -》, 日本図書刊行会, 2002（近代文藝社, 2010 增補版 附 「昔の台北帝国大学のこと、そうして今日の台湾所有の京都の学生寮・光華寮のこと」）
- 《見證百年台灣：堀內、小田兩家三代百年與台灣的醫界、法界 （页面存档备份，存于）》, 玉山社（洪有錫譯）, 2009
- 《光華寮訴訟顛末記 （页面存档备份，存于）》，The Journal of International Law and Diplomacy, 2008

## 外部連結
- 小田滋, 國際法院法官傳略, 聯合國
- 小田滋 （页面存档备份，存于）, 會員, 日本學士院